# Agente Cody Banks 2 - Destinazione Londra
Agente Cody Banks 2 - Destinazione Londra (Agent Cody Banks 2: Destination London) è un film del 2004 diretto da Kevin Allen.
È il seguito del film del 2003 Agente Cody Banks.

## Trama
La spia teenager Cody Banks si infiltra come studente in un collegio londinese per ragazzi particolarmente dotati. Il suo obiettivo, però, non ha nulla a che fare con l'istruzione, bensì con l'ottenere informazioni su un agente traditore della Cia che ha rubato un segretissimo prototipo di apparecchio per il controllo della mente. Oltre a Derek, la sua paciosa spalla della Cia, Cody è affiancato anche da Emily Sommers, una giovane e affascinante agente di Scotland Yard...

## Curiosità
- Il personaggio di Hilary Duff, ovvero Natalie Connors, non viene mai menzionato nel corso del film. Non sono presenti neanche Angie Harmon, Darrell Hammond, Martin Donovan, Marc Shelton e Chris Gauthier.
- Gli attori che hanno accettato di tornare per il sequel sono: Keith David, il Direttore della CIA, i coniugi Banks Cynthia Stevenson e Daniel Roebuck, e il fratello minore di Cody, Alex Banks, interpretato da Connor Widdows.
- Il secondo capitolo è stato interamente girato in Inghilterra.
- La pellicola ha ricevuto diverse critiche negative e non ha eguagliato il successo del primo film.